# Église Saint-Martin de Lugasson
Pour les articles homonymes, voir Église Saint-Martin.
L'église Saint-Martin est une église catholique située dans la commune de Lugasson, dans le département de la Gironde, en France.

## Localisation
L'église se trouve au cœur du bourg.

## Historique

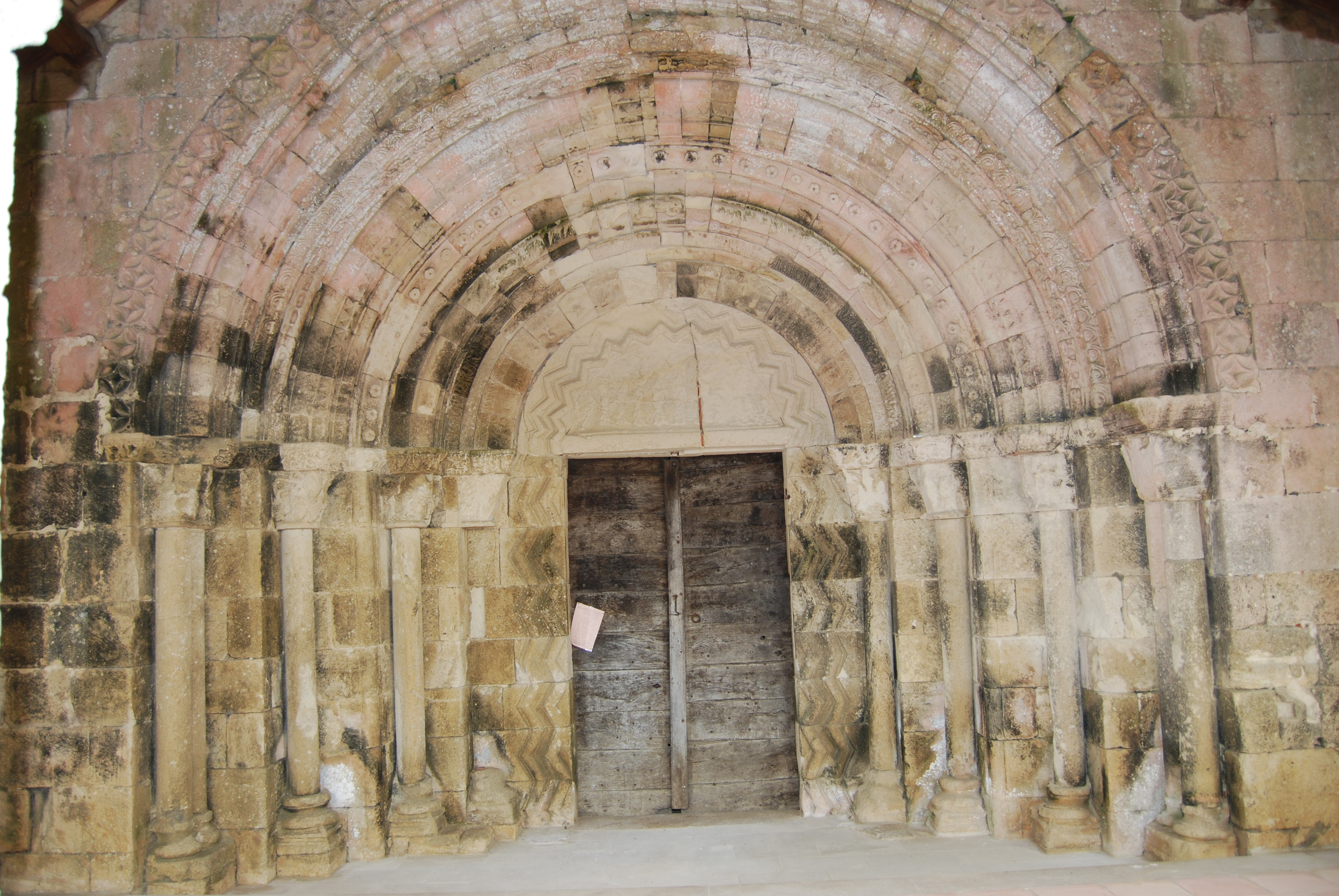
Le portail

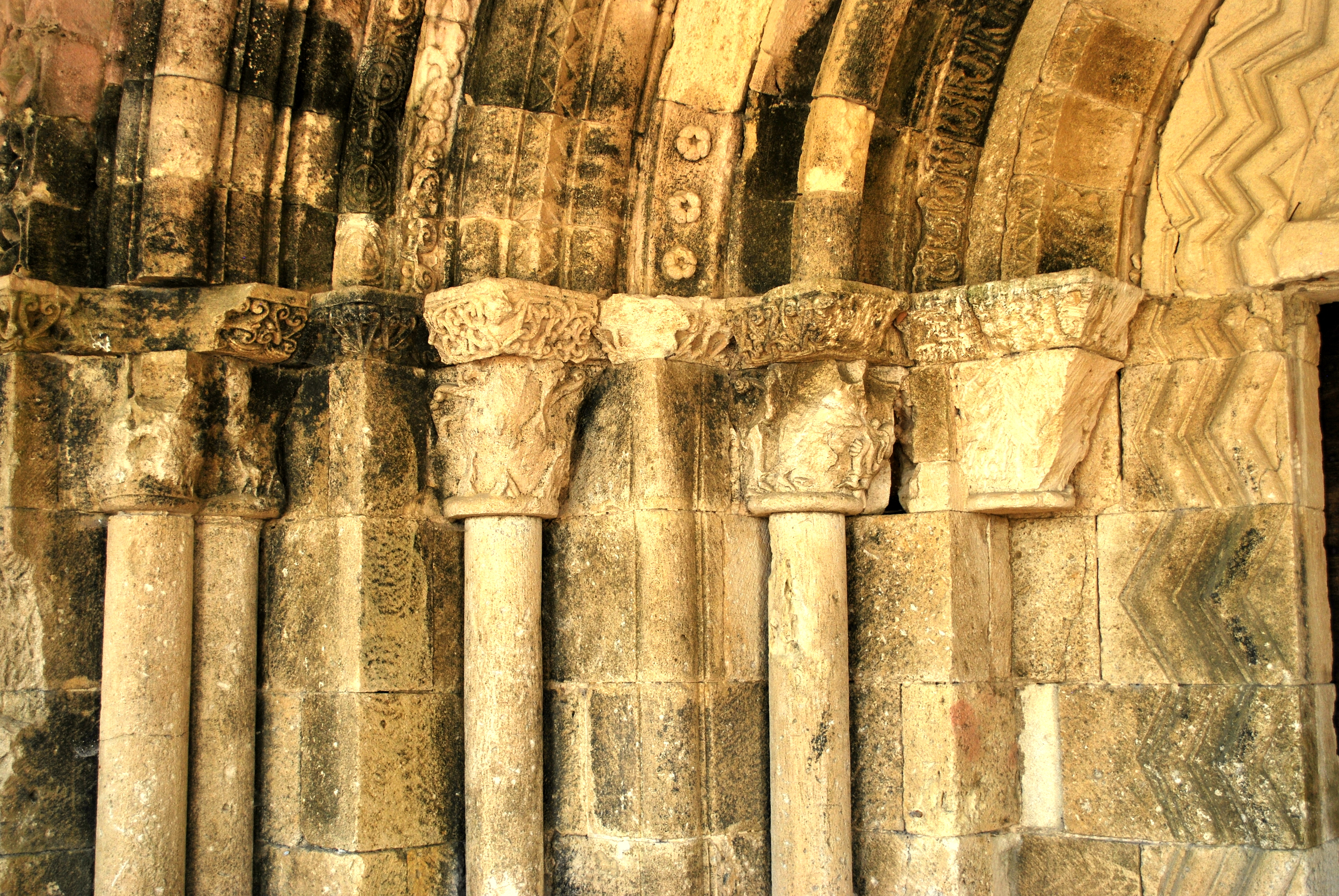
Ébrasure nord

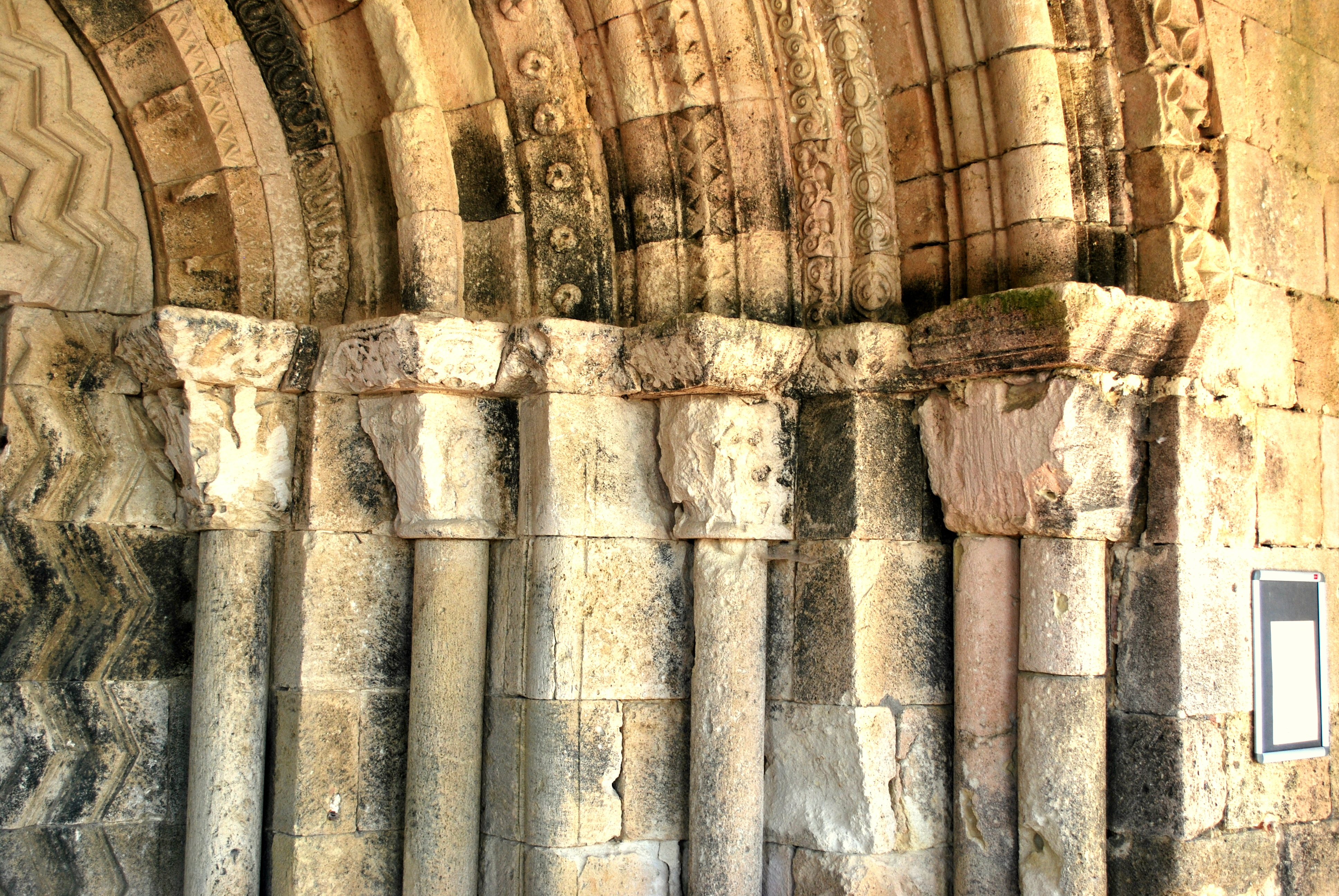
Ébrasure sud

L'église romane, dont la construction originelle remonte au XIIe siècle, consistait en une nef unique, rectangulaire, non-voûtée, terminée par un chevet plat. Celui-ci présente encore deux baies aux arcs en plein cintre, décorées d'une moulure à pointe de diamants. Une troisième baie, obstruée, est visible sur le mur nord du chevet. Deux autres baies romanes sont conservées dans la première travée de la nef.
Le portail est composé de cinq arcs aux voussures recouvertes de motifs géométriques (bâtons brisés, dents de loup, fleurettes, quadrilobes, etc.) qui retombent sur quatre colonnettes et un piédroit. Le tympan fut un des rares tympans figurés de la Gironde. Malheureusement, il a été saccagé en 1793. Les chapiteaux historiés ont subi un semblable martelage.
Sur l'ébrasement nord, il reste des traces de la sculpture originelle. Les avis divergent sur le sujet : Bougoux pense qu'il s'agit de la purification de Marie, car il voit Marie, l'enfant et deux autres personnages ; d'autres pensent qu'il s'agit de l'Adoration des rois Mages, car ils voient trois autres personnages.
Non-terminée à la fin de l'époque romane, l'église fut remaniée à la fin de l'époque gothique, dans le premier tiers du XVIe siècle. On construisit un clocher-mur avec deux baies campanaires et un pignon triangulaire flanqué de deux pinacles. Cela nécessita aussi la construction d'un contrefort médian et d'une tourelle d'escalier à l'intérieur de l'église.
Le bâtiment fut agrandi avec un bas-côté au nord, doté de quatre baies géminées. Le bas-côté et les travées de la nef furent voûtés. Les clefs de la première travée présentent saint Laurent et son gril, sainte Barbe et des armoiries. Dans la seconde travée les thèmes sont le soleil, des étoiles et des spirales pour suggérer la voûte céleste.
L'église a été fortifiée au XVe ou au XVIe siècle (présence d'une échauguette à l'angle des façades sud et ouest).
Sur la façade sud se trouvent les vestiges d'un cadran canonial.

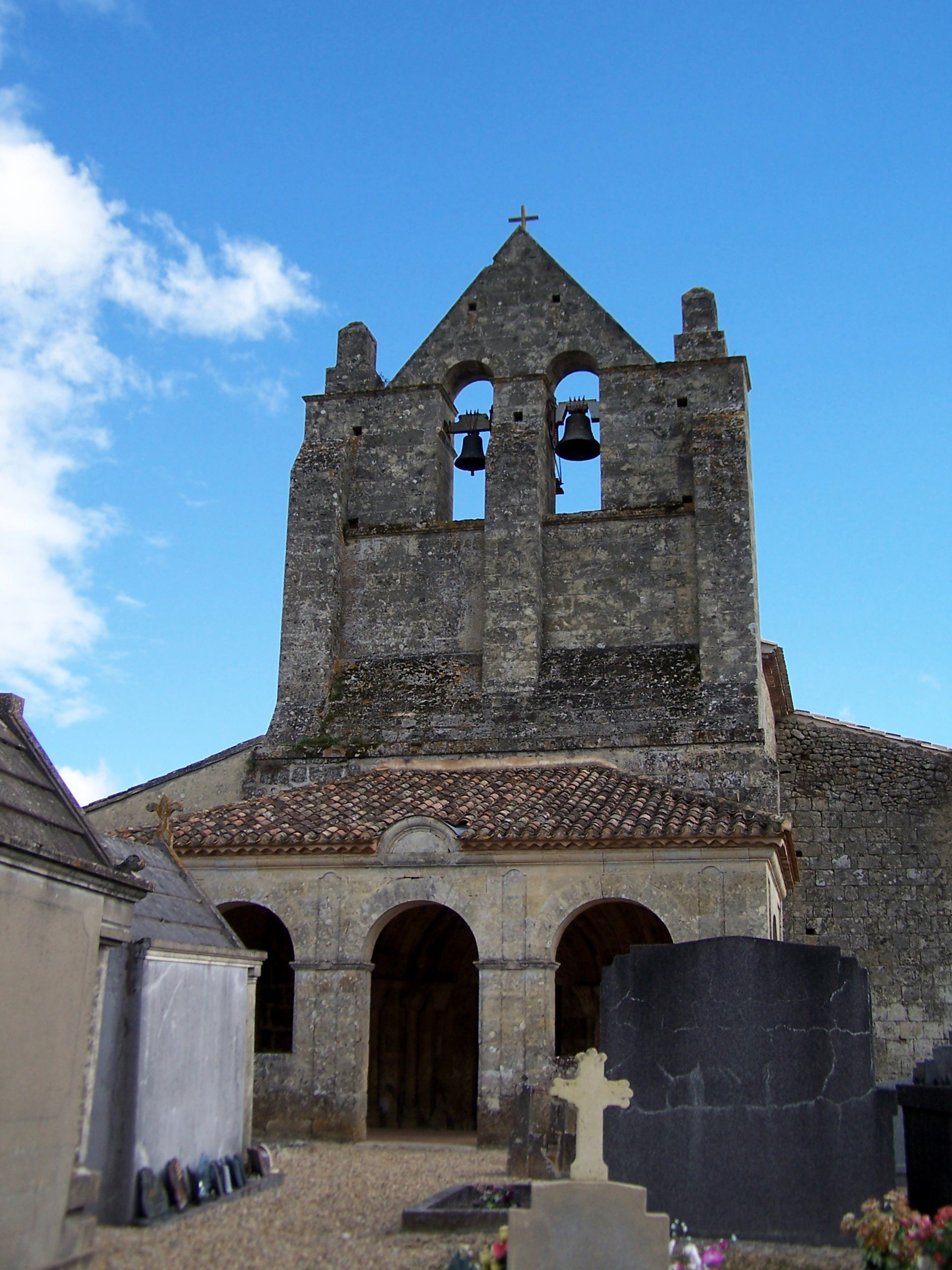
Vue ouest (oct. 2012)
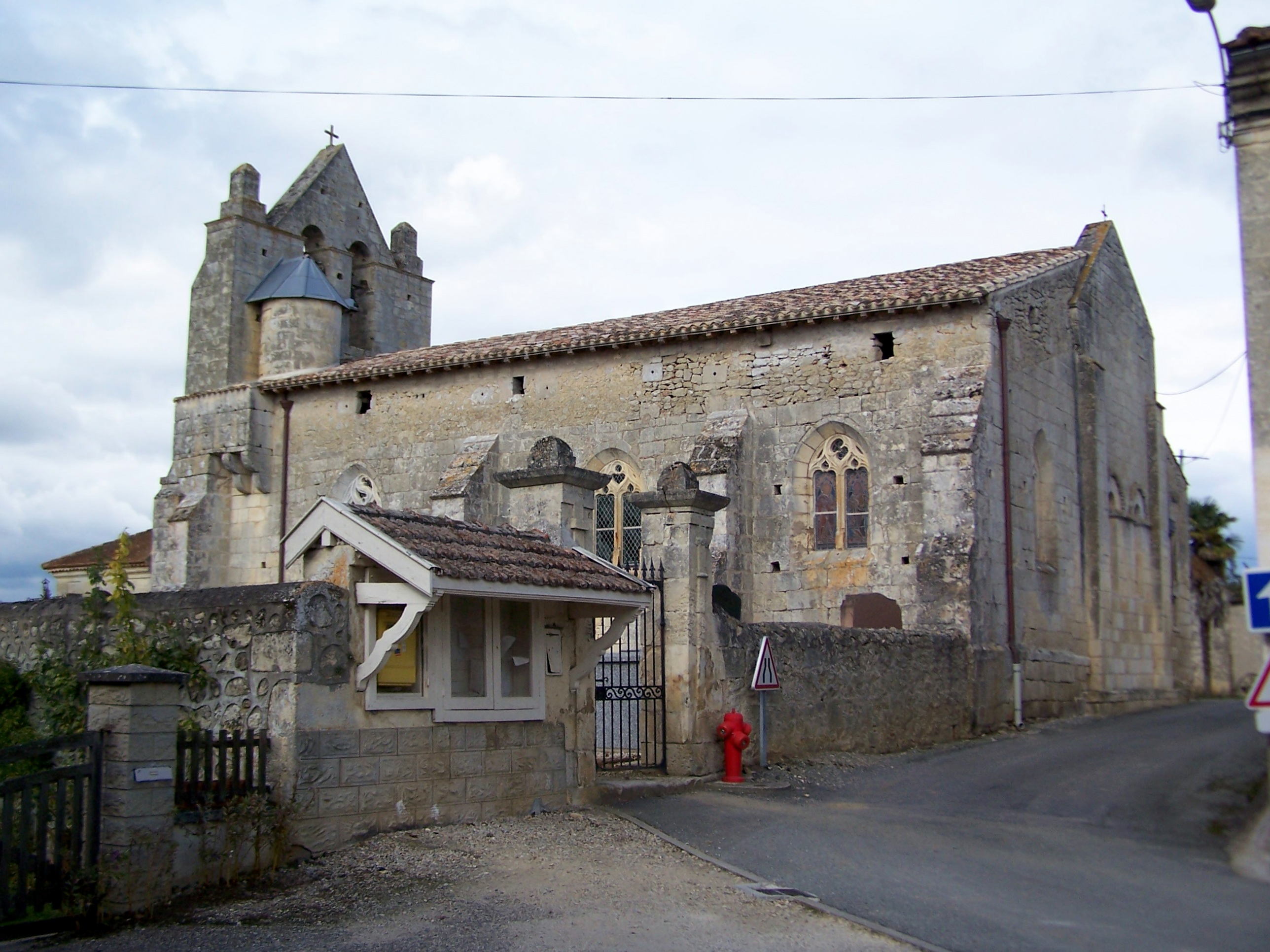
Vue sud-est (oct. 2012)
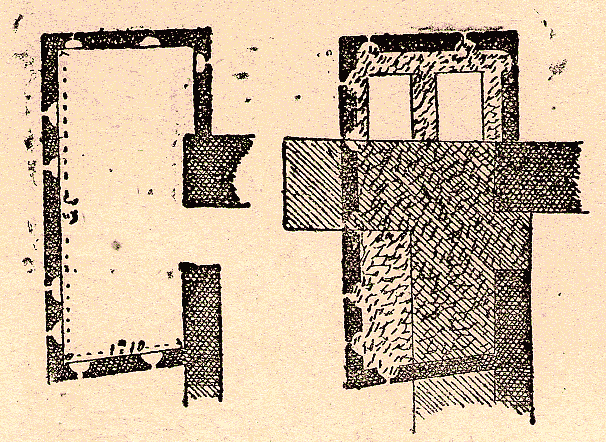
Plan de l'église, dessin de Léo Drouyn (1878)
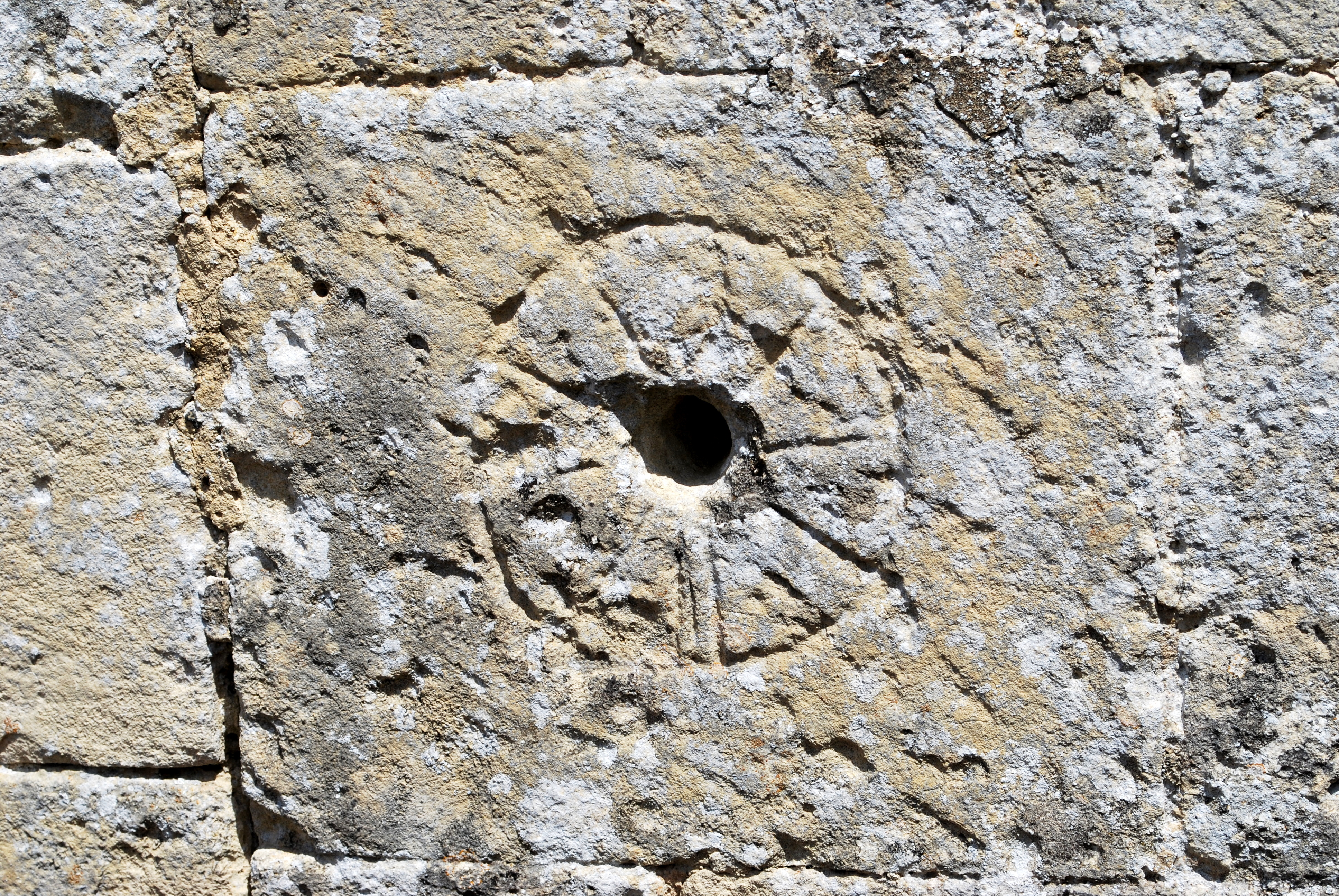
Cadran canonial
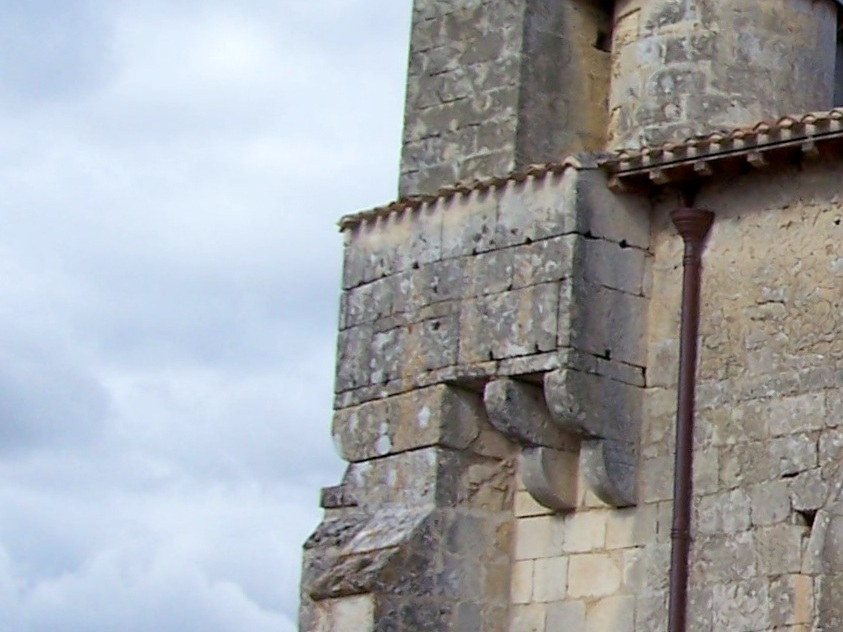
L'échauguette sur la façade sud (oct. 2012)
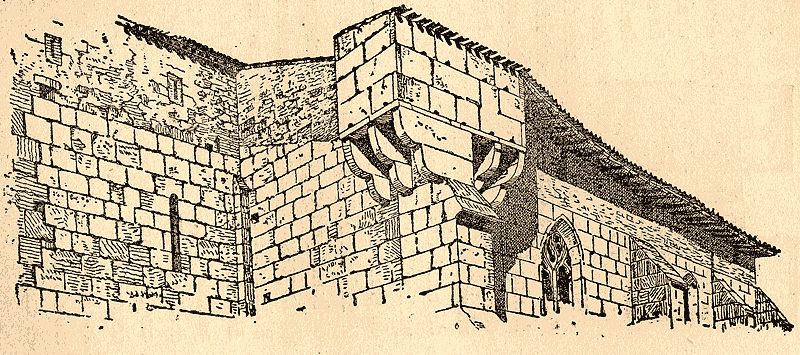
L'échauguette, dessin de Léo Drouyn (1878)

L'église est inscrite en totalité au titre des monuments historiques par arrêté du 24 décembre 1925.

### Sources
- Christian Bougoux, L'imagerie romane de l'Entre-deux-Mers : l'iconographie raisonnée de tous les édifices romans de l'Entre-deux-Mers, Bordeaux, Bellus éd., 2006, 828 p. (ISBN 978-2-9503805-4-9 (édité erroné)).
- Affiche d'information publiée par l'A.S.P.E.C.T. (Association pour la Sauvegarde du Patrimoine et de l'Environnement du Canton de Targon) et apposée sur l'édifice.